# Abdul Rahman Arif

Abdul Rahman Arif, iraški general in politik, * 1916, Bagdad, Irak, † 24. avgust, 2007, Aman, Jordanija.
Arif je bil predsednik Iraka (1966-1968) in predsednik vlade Iraka (1967).